# 救急ハート治療室
『救急ハート治療室』（きゅうきゅうハートちりょうしつ）は沖野ヨーコ原作・画の漫画作品および、それを原作としたテレビドラマ。
心療内科医というデリケートな題材と型破りなナースのミスマッチによる作品。主人公の不良ナース、菅野冴が毎回患者の心の病を荒療治で対処しようとする姿を描いている。

## テレビドラマ
関西テレビの制作で、フジテレビ系火曜夜10時枠ドラマとして、1999年7月6日から9月21日に放送された。

### キャスト
- 菅野冴：財前直見
セントマーガレット病院総合医療科勤務のナース。東京の下町育ちで、実家で母親と二人暮らし。口の悪い母親とは喧嘩ばかりで、母親のようにはなりたくないと思うも、その性格は母親似。
曲がったことが大嫌いで一本気、常に本音でぶつかって思い立ったら即行動。それゆえトラブルが絶えないが、その言動・態度から患者たちに人気があったりもする。
医者と結婚するためにナースになったことを公言、20世紀中に寿退職することを狙っている。
- 相沢久美子：京野ことみ
外科医。他の病院から引き抜かれる形で総合医療科の担当医に着任。自信家で「医者の言うことを聞くもの」としてナースを見下しているため、冴とはことあるごとに衝突する。
父親も開業医。医者と結婚して病院の後を継ぐように幼い頃から父に言われ続け、その相手も透と決められていたが、本人はその考えに反発。
- 村瀬恵子：横山めぐみ
総合医療科の主任看護婦。冴とは小学校時代からの同級生で幼馴染み。真面目で少し気が弱く、それもあって小学生時代から冴が失敗する度にその尻拭いばかりさせられて来たため、冴のことが苦手。
- 橘萌子：星野有香
総合医療科勤務のナース。金銭にはうるさいような関西出身のしっかり者。みんなで集まる時はいつも幹事を務める仕切り屋。一樹の担当になる。
- 佐野まゆみ：安西ひろこ
総合医療科勤務のナース。ちゃっかりした所があり、男にウケるタイプと言われている。しかし仕事ではミスも多い。
- 宮下かなえ：宮川由起子
- 谷口春子：幸田まいこ
共に総合医療科勤務のナース。

- 斉藤透：大滝純
外科医。久美子の親が結婚相手として決めている人物。傲慢で野心的な性格で、結婚を機に久美子の親の病院を自分のものにしようと狙う。柏木にライバル意識を持つ。
- 黛一樹：剣太郎セガール
総合医療科に入院し、腎臓疾患の透析治療を受けている患者。アメリカ人と日本人のハーフ。これ以外の正体は謎に包まれている。
- 上原美咲：河辺千恵子
- 駒田旗子：田根楽子
- 一条玲子：鷲尾真知子
- 菅野あき：夏木マリ
冴の母。16歳で冴を出産。しかし結婚はしていない。冴の出生の秘密を誰にも語らず隠している。隅田川沿いにあるスナック「あき」を経営、酒好きで男好き。だらしなく見えても、自分の人生には言い訳をしない一本筋の通った人物。
- 吹雪光一郎：秋野太作
- 相沢栄一：清水章吾
- 相沢光子：田島令子
- 柏木未来：碇由貴子
- 柏木公平：吉田栄作
ニューヨーク帰りの敏腕な、総合医療科の担当医。独身。冴は狙っているが、柏木は久美子の方によく親切にしているため冴にとっては面白くない。

（出典：）

### スタッフ
- 原作：沖野ヨーコ
- 企画：越智武彦、濱星彦
- 脚本：中山乃莉子、吉本昌弘、友澤晃一、宇山圭子
- プロデュース：安藤和久、柴崎正→江口正和 (AVEC COMPANY)
- 演出：楠田泰之、三宅喜重、飯島真一、北川学
- 主題歌：「there is…」（hitomi）
- オープニング：「EXIT」（'else）
- 制作：関西テレビ、AVEC

### ロケ地協力
- セントマーガレット病院

### サブタイトル
| 各回   | 放送日        | サブタイトル         | 脚本                 | 演出     |
| ------ | ------------- | -------------------- | -------------------- | -------- |
| 第1回  | 1999年 7月6日 | 不良ナースです       | 中山乃莉子           | 楠田泰之 |
| 第2回  | 7月13日       | ストーカーナースです | 中山乃莉子           | 楠田泰之 |
| 第3回  | 7月20日       | ナースのケンカは怖い | 中山乃莉子           | 三宅喜重 |
| 第4回  | 7月27日       | （サブタイトル無し） | 中山乃莉子           | 楠田泰之 |
| 第5回  | 8月3日        | （サブタイトル無し） | 中山乃莉子           | 飯島真一 |
| 第6回  | 8月10日       | （サブタイトル無し） | 中山乃莉子           | 三宅喜重 |
| 第7回  | 8月17日       | 自分の人生好きにしな | 吉本昌弘             | 楠田泰之 |
| 第8回  | 8月24日       | 心にふれる音楽を     | 中山乃莉子           | 飯島真一 |
| 第9回  | 8月31日       | 仕事のヤリ過ぎです!  | 中山乃莉子           | 三宅喜重 |
| 第10回 | 9月7日        | 女にふられて甘えるな | 宇山圭子             | 北川学   |
| 第11回 | 9月14日       | 涙の花火大会         | 中山乃莉子、友澤晃一 | 飯島真一 |
| 第12回 | 9月21日       | ナースをクビに!!     | 中山乃莉子           | 楠田泰之 |